# بن ناصر
بن ناصر بلدية تابعة دائرة الطيبات ولاية تقرت تقع شمال شرق بلدية الطيبات  يقطنها حوالي 17 ألف نسمة